# دریای راس

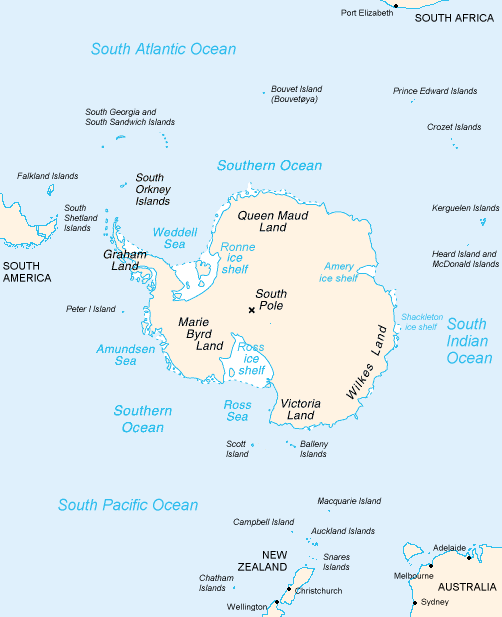

دریای راس (به انگلیسی: Ross Sea) خلیجی عمیق در اقیانوس منجمد جنوبی است که بین ویکتوریا لند و ماری برد لند در جنوبگان قرار دارد. این دریا در سال ۱۸۴۱ میلادی توسط جیمز راس کشف گردید و به افتخار او دریای راس نامیده شد.

## موقعیت جغرافیایی
در غرب دریای راس جزیره راس با کوه آتشفشان اربوس و در شرق آن جزیره روزولت قرار دارد. یخسار راس بخش جنوبی دریای راس را پوشانده است. روآل آمونسن سفر اکتشافی سال ۱۹۱۱ خود در جنوبگان را از خلیج وال‌ها واقع در این یخسار آغاز نمود. بندر مک‌موردو ساوند در غرب دریای راس قرار دارد که معمولاً در طول تابستان عاری از یخ می‌باشد. جنوبی‌ترین بخش دریای راس ساحل گولد است که حدود ۲ مایل با قطب جنوب جغرافیایی فاصله دارد.

## اهمیت زیست‌محیطی
پوشش گیاهی و جانوری این دریا نیز همچون دیگر مناطق دریایی جنوبگان است. آب‌های این دریا که سرشار از مواد غذایی است فراوانی پلانکتون‌ها را سبب شده که این پلانکتون‌ها به نوبهٔ خود غذای گونه‌های بزرگتری همجون ماهیان، فک‌ها، وال‌ها و پرندگان ساحلی و دریایی را تأمین می‌نمایند. دستجات فراوانی از پنگوئن‌ها آدلی و امپراتور را در شماری از مکان‌های اطراف دریای راس می‌توان مشاهده نمود.
دریای راس یکی از آخرین پهنه‌های آبی زمین است که هنوز از فعالیت‌های انسانی آسیب ندیده با این حال آلودگی، ماهیگیری بیش‌ازاندازه و رهاساختن گونه‌های مهاجم در این دریا به‌شدت آن را تهدید می‌کند.

## نگارخانه

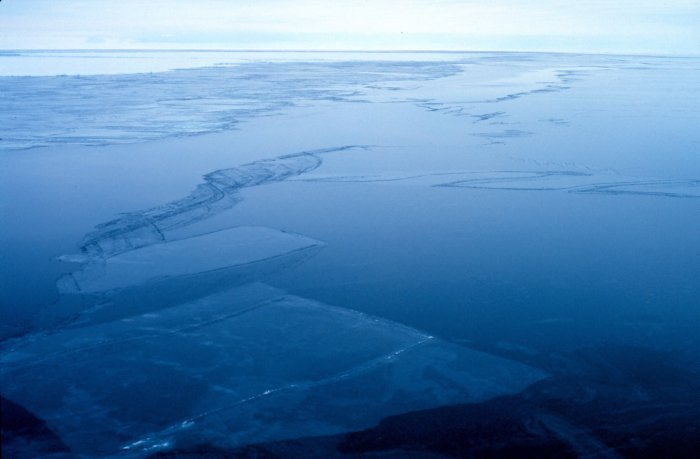
یخ‌های دریای راس
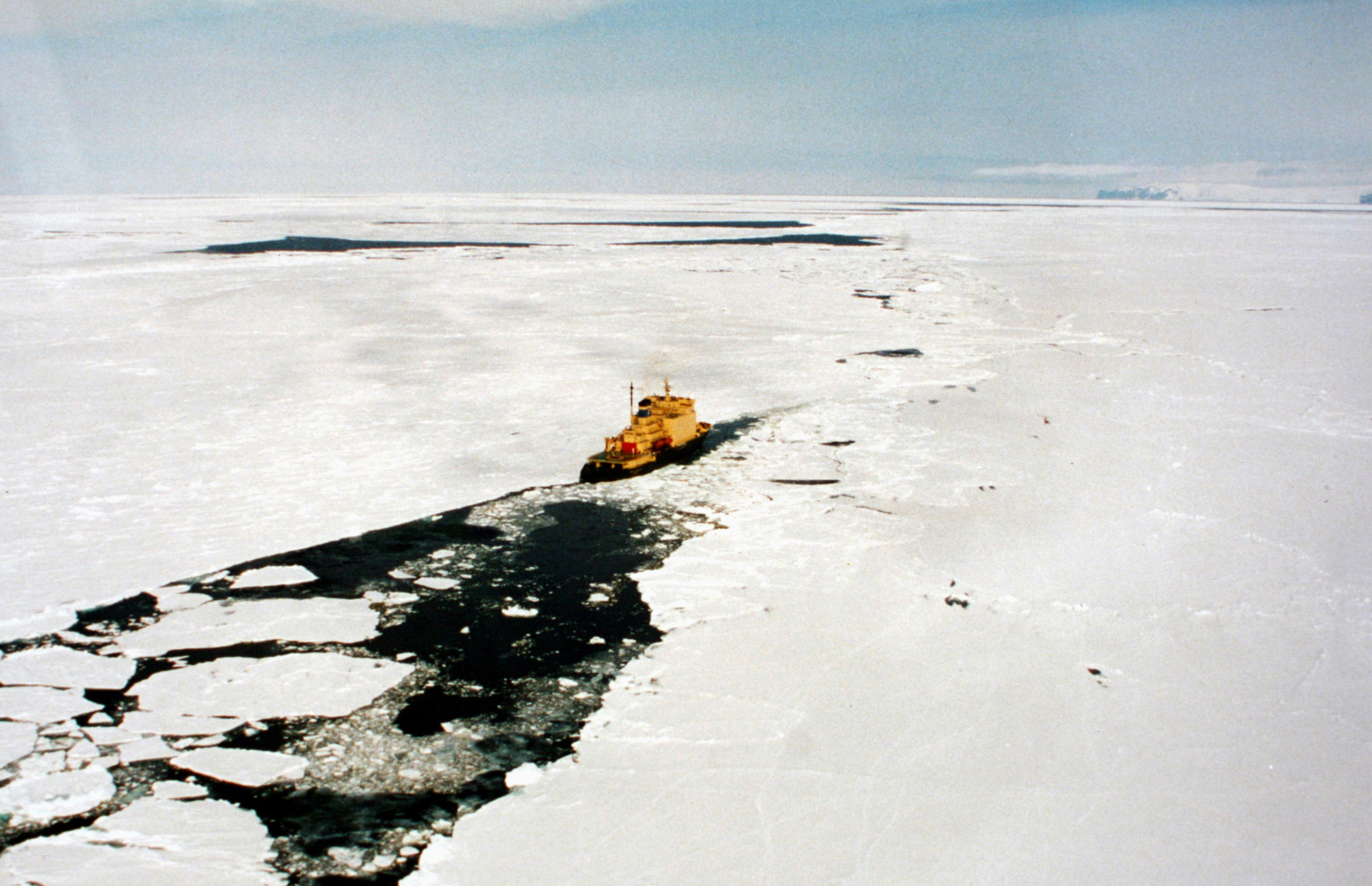
یک کشتی یخ‌شکن در دریای راس، ژانویهٔ ۲۰۰۱
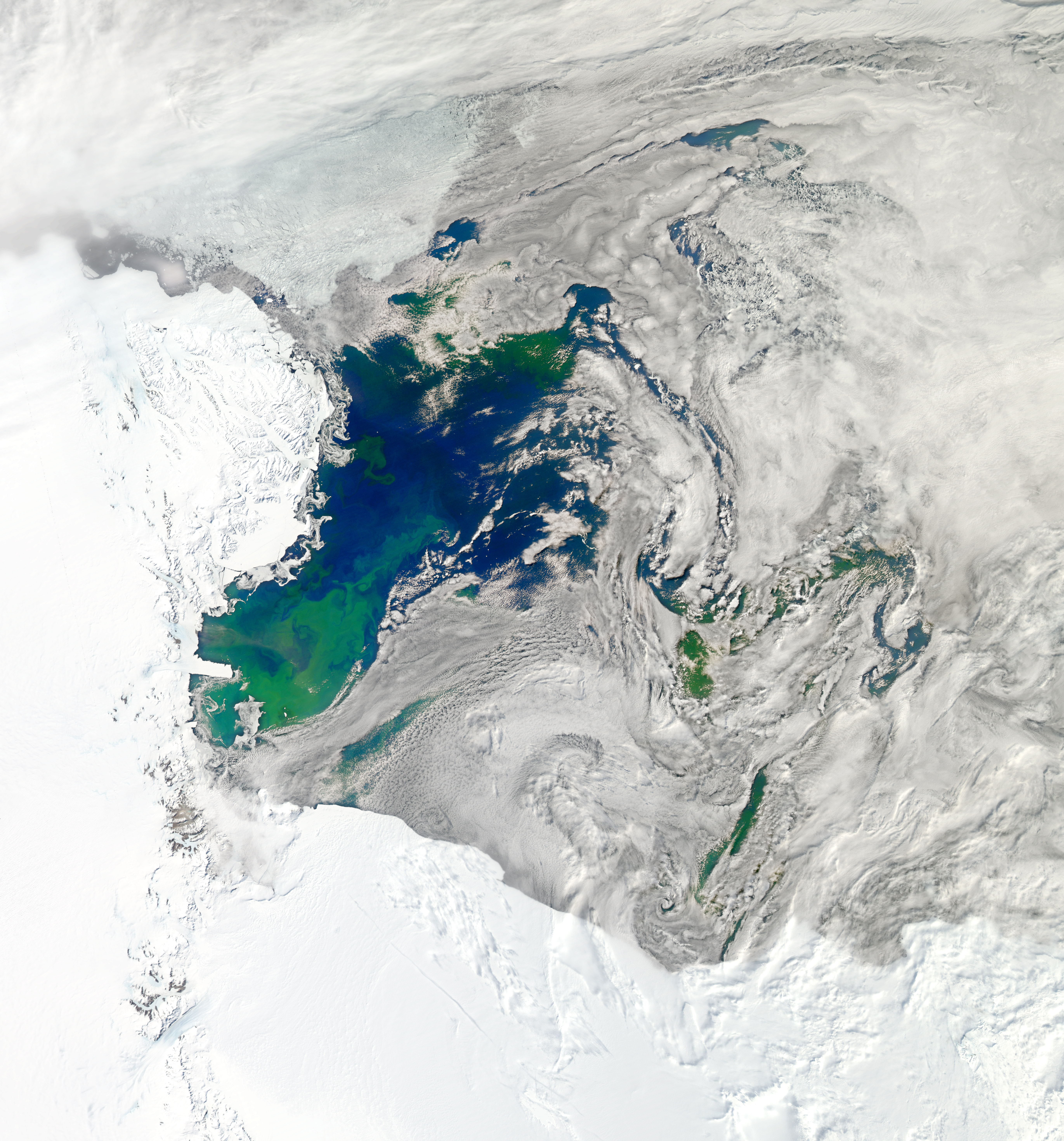
شکوفایی فیتوپلانکتونی در دریای راس